# Orfelia mitchellensis
Orfelia mitchellensis är en tvåvingeart som först beskrevs av Shaw 1941.  Orfelia mitchellensis ingår i släktet Orfelia och familjen platthornsmyggor.
Artens utbredningsområde är North Carolina. Inga underarter finns listade i Catalogue of Life.